# 小海線
小海線（こうみせん）は、山梨県北杜市の小淵沢駅から長野県小諸市の小諸駅までを結ぶ、東日本旅客鉄道（JR東日本）の鉄道路線（地方交通線）である。南側区間は八ヶ岳の東南麓を走り、全線に「八ヶ岳高原線」の愛称が付けられている。

## 概要
八ヶ岳東麓の野辺山高原から千曲川の上流に沿って佐久盆地（佐久平）までを走る高原鉄道である。甲斐小泉駅 - 海尻駅間は標高1,000 mを超える高所を走っており、清里駅 - 野辺山駅間には標高1,375 mと日本全国のJR線で最も標高が高いJR鉄道最高地点がある。また、野辺山駅は標高1,345 mのJR線最高駅であるほか、甲斐小泉駅から松原湖駅までの9駅が、JRの標高の高い駅ベスト9に入っている。
このことから、JR東日本は、2017年から高い（ハイ）場所の線路（レール）という意味で名付けた観光列車「HIGH RAIL 1375」を運行しているほか、この観光列車にちなみ志望校に「入れ〜る」として、2019年からは2 - 3月の受験シーズンに中込駅などに合格を祈願する「ハイレール神社」を設けている。
日本の中央高地でも奥まった内陸部にあり、海瀬駅は日本で最も海岸線から遠い鉄道駅である。小海は、路線のほぼ中間にある地名（長野県小海町）で、小海駅が所在する。八ヶ岳連峰の一つである天狗岳が平安時代に崩落して千曲川をせき止めた湖がかつてあり、それが「小海」と呼ばれたことに由来するとされる。
山梨県内の区間は、同県で唯一の非電化路線である。
小淵沢駅から小諸方面の1 kmの区間は東日本旅客鉄道八王子支社、甲斐小泉駅 - 小諸駅間は東日本旅客鉄道長野支社が管轄している。ただし、終点である小諸駅はしなの鉄道の管理下に置かれている（共同使用駅のため、JRの駅としては長野支社管内と扱われる）。
小淵沢駅 - 野辺山駅間は旅客営業規則の定める大都市近郊区間の「東京近郊区間」に含まれ、小淵沢駅・清里駅・野辺山駅でIC乗車カード「Suica」の一部サービスが利用可能である。ただし線内区間を含むSuica定期券の発売は行っていない。

### 路線データ
- 路線距離（営業キロ）：78.9 km
- 管轄（事業種別）：東日本旅客鉄道（第一種鉄道事業者）
- 軌間：1,067 mm
- 駅数：31（起終点駅含む）
  - 小海線所属駅に限定する場合、起点の中央本線所属の小淵沢駅が除外され[6]、30駅となる。なお、終点の小諸駅はかつて信越本線所属であったが[6]、同線のしなの鉄道への移管により、JRの駅としては小海線所属に変更された。
- 複線区間：なし（全線単線）
- 電化区間：なし（全線非電化）
- 閉塞方式：特殊自動閉塞式（電子符号照査式）
- 保安装置
  - ATS-Ps（小淵沢駅構内）
  - ATS-SN（小淵沢駅 - 小諸駅間）
    - 2020年10月12日に、ATACSを応用した地方交通線向け列車制御システム（無線式列車制御システム）を導入[報道 3][注 1]。無線を用いて交換駅における信号・進路制御および速度照査パターンの生成を実施する[報道 4]。
- 最高速度：85 km/h
- 運転指令所：長野総合指令室 (CTC)
  - 運転取扱駅（駅が信号を制御）：小淵沢駅
  - 準運転取扱駅（入換時は駅が信号を制御）：小海駅・中込駅
- 車両基地（所在駅）：小海線統括センター（中込駅）
- 大都市近郊区間：小淵沢駅 - 野辺山駅間（東京近郊区間）
- IC乗車カード対応駅：小淵沢駅・清里駅・野辺山駅（Suica首都圏エリア）

## 歴史
小諸駅 - 小海駅間は私鉄の佐久鉄道（さくてつどう）によって1919年に全通した。佐久鉄道は、南は山梨県の甲府まで、北は新潟県の直江津・長岡までの鉄道を計画し、身延線の前身である富士身延鉄道と結んで中部横断鉄道となることを構想していた。小諸駅以北のうち屋代 - 須坂間の敷設免許を1920年に取得したが、同年に地元有志らと共に設立した河東鉄道（長野電鉄の前身）に譲渡した。小海以南の建設は第一次世界大戦後の不況で計画が進まなかった。その後、小海駅 - 小淵沢駅間が国鉄線として小海側と小淵沢側の双方から建設が進められ、佐久鉄道から買収・国有化した区間と合わせて、1935年に全線が開通した。
佐久往還（佐久甲州街道、現在の国道141号線）とは概ね平行しているが、岩村田（長野県佐久市）以南は、千曲川左岸の野沢（同）、臼田（同）、高野町（長野県佐久穂町）など旧街道の主な宿場町を避けて対岸に敷設された。
当初は富士見駅を起点とする予定であったが、用地の買収や工事などの関係から小淵沢駅起点に変更された。小淵沢駅 - 甲斐小泉駅間に急カーブがあるのはそのためである。
野辺山高原付近で大量発生し、線路を横切って移動するキシャヤスデの大群により、空転で列車の運行ができなくなったことが度々ある。
1984年まで貨物列車も運行されていた。また、1953年からの11年間、野辺山駅 - 信濃川上駅間の川上村埋原（うずみはら）地区では周辺道路の不備に伴う地元の要望があり、本来駅ではないところに貨物列車が臨時停車して、白菜やレタスなどの高原野菜の積み込みを行うという全国でも唯一の光景が見られた。夏季のみ行われたこの臨時停車は、地元では通称埋原野菜駅と呼ばれていたが、野辺山駅までの道路整備の完成と準急列車運転により駅間での停車が危険となったため、1964年の夏季を以って終了、以後の貨物扱いは野辺山駅に集約された。
小海線の最急勾配は33‰であるが、この上り勾配はC56形蒸気機関車（SL）が牽引する列車にとっては過酷な区間で、列車速度は低速であった。その後、勾配対応型の2基エンジン形気動車が投入されても均衡速度は35 km/hに留まった。後年、強力エンジンと多段変速機を装備した新型気動車の登場により、登坂速度は向上したが、小淵沢駅 - 小諸駅間78.9 kmは最速の普通列車でも130分以上を要しており、大幅な速度向上までには至っていない。

### 佐久鉄道

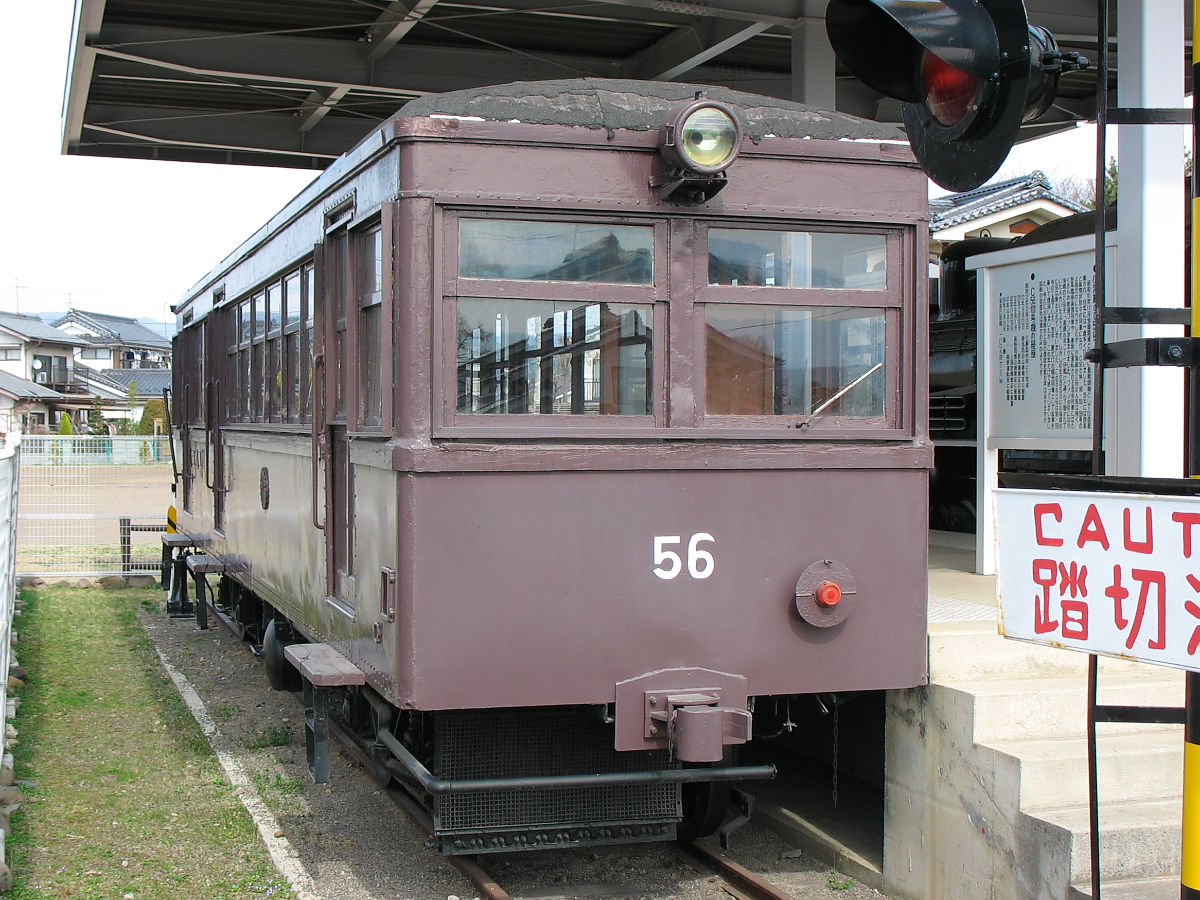
佐久鉄道で使われた気動車キホハニ56。鉄道省買収後、三岐鉄道・別府鉄道を経て復元保存
（2008年10月30日 佐久市旧中込学校）

- 1913年（大正2年）1月4日：東信軽便鉄道[注 2]に対して鉄道免許状下付（長野県北佐久郡小諸町-佐久郡小海村間、北佐久郡岩村田町-同郡御代田村間、同郡岩村田町-同郡中津村間 軌間762mm）[14]。
- 1914年（大正3年）2月6日：起業目論見変更許可（北佐久郡小諸町-南佐久郡中込村間 佐久軽便鉄道）[15]。
- 1915年（大正4年）
  - 8月8日：佐久鉄道 小諸駅 - 中込駅間（8.3M≒13.36km）開業。乙女停留場、土橋停留場（現在の三岡駅付近）、市村停留場（現在の美里駅付近）、中佐都停留場（現在の中佐都駅）、岩村田駅、久保停留場（現在の北中込駅）、中込駅が開業[16]。
  - 9月3日：鉄道免許状下付（南佐久郡中込村-同郡青沼村間）[17]
  - 12月28日：中込駅 - 羽黒下駅間（4.8M≒7.72km）延伸開業。大奈良停留場、三反田駅（現在の臼田駅）、入沢停留場、羽黒下駅が開業[18]。
- 1916年（大正5年）6月6日：滑津停留場が開業[19]。
- 1918年（大正7年）2月22日：鉄道免許状下付（南佐久郡青沼村-同郡南牧村間）[20]。
- 1919年（大正8年）
  - 3月11日：羽黒下駅 - 小海駅間（5.9M≒9.50km）が延伸開業。海瀬停留場、佐久穂積駅（現在の八千穂駅）、高岩停留場、馬流停留場、小海駅が開業[21]。
  - 5月8日：鉄道免許失効（1918年2月22日免許 南佐久郡小海村-同郡南牧村間 指定ノ期限内ニ工事施工認可申請を為ササルタメ）[22]。
- 1920年（大正9年）
  - 5月3日：鉄道免許状下付（埴科郡埴生村-上高井郡須坂町間）[23]。
  - 9月6日：河東鉄道に鉄道敷設権譲渡（1920年5月3日免許 埴科郡埴生村-上高井郡須坂町間）[24]。
- 1925年（大正14年）4月14日：三岡駅が開業。土橋停留場と市村停留場が廃止[注 3]。
- 1930年（昭和5年）
  - 4月1日：営業距離がマイル表記からメートル表記に変更（19.0M→30.6km）。
  - 11月12日：ガソリン動力併用認可を受ける。
  - 12月20日：気動車運行開始。同年から翌年にかけ日本車輌製造本店でガソリン動車8両が新製されて旅客列車に投入し、経費節減の効果を上げる。これに先立ち電化による電車運行も検討されていたが、気動車の運行成績が良好であったため、電化計画は放棄された[25]。

| 年度 | 輸送人員（人） | 貨物量（トン） | 営業収入（円） | 営業費（円） | 営業益金（円） | その他益金（円）                               | その他損金（円）               | 支払利子（円） |
| ---- | -------------- | -------------- | -------------- | ------------ | -------------- | ---------------------------------------------- | ------------------------------ | -------------- |
| 1915 | 62,928         | 4,528          | 13,916         | 6,378        | 7,538          |                                                |                                | 5,140          |
| 1916 | 351,413        | 43,669         | 69,219         | 38,395       | 30,824         |                                                |                                | 13,625         |
| 1917 | 491,023        | 66,483         | 93,751         | 50,750       | 43,001         | 寄付金その他15,390                             | 建設費償却金15,350             | 6,568          |
| 1918 | 558,767        | 86,462         | 157,977        | 84,891       | 73,086         | 郡補助金2,900                                  | 建設費償却金11,000             | 325            |
| 1919 | 760,901        | 106,779        | 205,250        | 129,305      | 75,945         | 株式配当郡補助金26,898                         | 建設費償却金26,898             | 2,101          |
| 1920 | 898,293        | 120,956        | 325,465        | 234,189      | 91,276         | 郡補助金13,075 積立金繰入192,986 公債利子1,083 | 建設費及貯蔵物品償却金240,082  | 27,062         |
| 1921 | 761,399        | 110,856        | 359,716        | 220,224      | 139,492        |                                                |                                |                |
| 1922 | 861,496        | 131,915        | 387,810        | 215,723      | 172,087        |                                                |                                |                |
| 1923 | 923,796        | 120,113        | 407,346        | 228,610      | 178,736        |                                                | 雑損8,959                      | 32,710         |
| 1924 | 1,029,499      | 140,582        | 460,098        | 214,256      | 245,842        | 建設補助金5,900                                | 償却金38,457雑損7,149          | 24,240         |
| 1925 | 1,109,839      | 144,151        | 494,860        | 220,772      | 274,088        | 建設寄付金8,420                                | 償却金20,379雑損21,799         | 7,436          |
| 1926 | 1,111,599      | 147,130        | 515,181        | 250,434      | 264,747        | 寄付金2,000                                    | 雑損2,184                      | 8,268          |
| 1927 | 1,049,431      | 135,676        | 479,228        | 267,071      | 212,157        |                                                | 雑損3,926                      | 15,415         |
| 1928 | 1,055,057      | 130,824        | 469,582        | 269,311      | 200,271        | 積立金繰入7,119                                | 雑損2,145償却金7,119           | 26,474         |
| 1929 | 1,004,631      | 129,149        | 454,026        | 241,607      | 212,419        | 自動車業187                                    | 株式減価償却金13,769雑損4,600  | 20,464         |
| 1930 | 857,488        | 95,612         | 373,245        | 220,061      | 153,184        |                                                | 自動車業1,101雑損2,545         | 16,737         |
| 1931 | 763,815        | 91,124         | 340,742        | 173,433      | 167,309        |                                                | 雑損7,170自動車業10,913        | 22,258         |
| 1932 | 631,993        | 82,358         | 301,147        | 166,519      | 134,628        |                                                | 雑損844自動車業262             | 26,221         |
| 1933 | 634,754        | 101,344        | 329,850        | 168,643      | 161,207        |                                                | 自動車3,116雑損26,186          | 8,659          |
| 1934 | 466,338        | 91,644         | 257,989        | 148,852      | 109,137        |                                                | 自動車業19,524雑損償却金86,472 | 5,608          |

- 『鉄道院鉄道統計資料』『鉄道省鉄道統計資料』『鉄道統計資料』各年度版

### 小海北線
- 1932年（昭和7年）12月27日：小海線 小海駅 - 佐久海ノ口駅間（8.9km）が開業[8]。松原湖駅、海尻駅、佐久海ノ口駅が開業。
- 1933年（昭和8年）7月27日：小海南線開業に伴い、小海北線に改称[8]。
- 1934年（昭和9年）9月1日：佐久鉄道線 小諸駅 - 小海駅間を買収・国有化して小海北線に編入[26]。停留場が駅に変更。機関車8両、ガソリン動車8両、客車17両、貨車59両を引き継ぐ[27]。
- 1935年（昭和10年）1月16日：佐久海ノ口駅 - 信濃川上駅間（7.9km）が延伸開業[8]。佐久広瀬駅と信濃川上駅が開業。

### 小海南線
- 1933年（昭和8年）7月27日：小海南線 小淵沢駅 - 清里駅間（17.5km）間が開業[8]。甲斐小泉駅、甲斐大泉駅、清里駅が開業。

### 小海線（全通後）
- 1935年（昭和10年）11月29日：清里駅 - 信濃川上駅間（14.0km）が延伸開業して全通[8]。小海南線が小海北線を編入し、小海線に改称[8]。野辺山駅が開業。
- 1944年（昭和19年）
  - 3月1日：久保駅が北中込駅に改称[8]。滑津駅（初代）が廃止[8]。
  - 11月11日：馬流駅、入沢駅、大奈良駅、乙女駅が営業休止。
- 1952年（昭和27年）
  - 3月1日：滑津駅（2代目）が開業。馬流駅、青沼駅（旧・入沢駅）、龍岡城駅（旧・大奈良駅）、乙女駅の営業再開。
  - 5月1日：太田部駅が開業。
  - 7月10日：東小諸駅が開業。
- 1959年（昭和34年）
  - 8月：台風7号で海尻駅そばの鉄橋が真二つに壊れ、不通となる。
  - 10月1日：佐久穂積駅が八千穂駅に改称[11]。
- 1960年（昭和35年）4月25日：同日、草軽電気鉄道の国境平駅（標高1,371m）が廃止されたことにより、野辺山駅が日本の普通鉄道で最高標高の駅となる。以下、標高の高い駅9位までを小海線の駅が占めることになった[28][2]。
- 1963年（昭和38年）10月1日：三反田駅が臼田駅に改称[11]。
- 1967年（昭和42年）7月10日：小海駅 - 松原湖駅間で路盤が流出。小海駅、佐久海ノ口駅間で折り返し運転が行われる[新聞 3]。
- 1972年（昭和47年）10月1日：この日をもって蒸気機関車の運行が廃止[29]。
- 1973年（昭和48年）7月15日 - 9月23日：小淵沢駅 - 中込駅間で蒸気機関車復活運転[30]。
- 1975年（昭和50年）3月9日：この日をもって、急行「のべやま」「すわ」「八ヶ岳」が廃止され[11]、線内から定期急行列車と新宿駅直通の定期列車が消滅。
- 1976年（昭和51年）10月3日：小淵沢駅始発の各駅停車が甲斐大泉駅出発後にヤスデの大群に遭遇して運転打ち切り（ヤスデの発生による運休は初）[31]。
- 1984年（昭和59年）2月1日：全線で貨物営業が廃止[11]。
- 1985年（昭和60年）
  - 7月1日：集中豪雨による盛土崩壊で、佐久海ノ口駅 - 小海駅間が運転見合わせとなる[新聞 4]。
  - 8月2日：佐久海ノ口駅 - 小海駅間が運転再開[新聞 4]。
- 1986年（昭和61年）
  - 7月26日：フォトデッキ駅が開業[32]。
  - 9月1日：フォトデッキ駅が廃止。
- 1987年（昭和62年）4月1日：国鉄分割民営化により東日本旅客鉄道（JR東日本）が継承[11]。
- 1988年（昭和63年）12月1日：美里駅が開業[11]。
- 1991年（平成3年）11月8日：キハ110系気動車が投入。
- 1992年（平成4年）3月14日：ワンマン運転開始[新聞 1]。最高速度を65km/hから85km/hへ向上し、小淵沢駅 - 小諸駅間の快速の所要時間が25分程度短縮し、1時間40分程度となる[新聞 1]。
- 1995年（平成7年）10月12日：岩村田駅 - 中佐都駅間が高架化[11][33]。
- 1997年（平成9年）10月1日：佐久平駅が開業[11]（この日に開業した長野新幹線との接続駅）。
- 2007年（平成19年）7月31日：営業用車両としては世界初のハイブリッド気動車 キハE200形が投入。
- 2014年（平成26年）4月1日：小淵沢駅 - 野辺山駅間が東京近郊区間に編入。小淵沢駅・清里駅・野辺山駅でICカード乗車券「Suica」サービス開始[報道 2]。
- 2017年（平成29年）
  - 6月4日：「HIGH RAIL 1375」運転開始に向けて各駅の駅名標を「星空と八ヶ岳」をイメージしたものに変更。「星空と八ヶ岳イメージ」の駅名標（小淵沢駅）

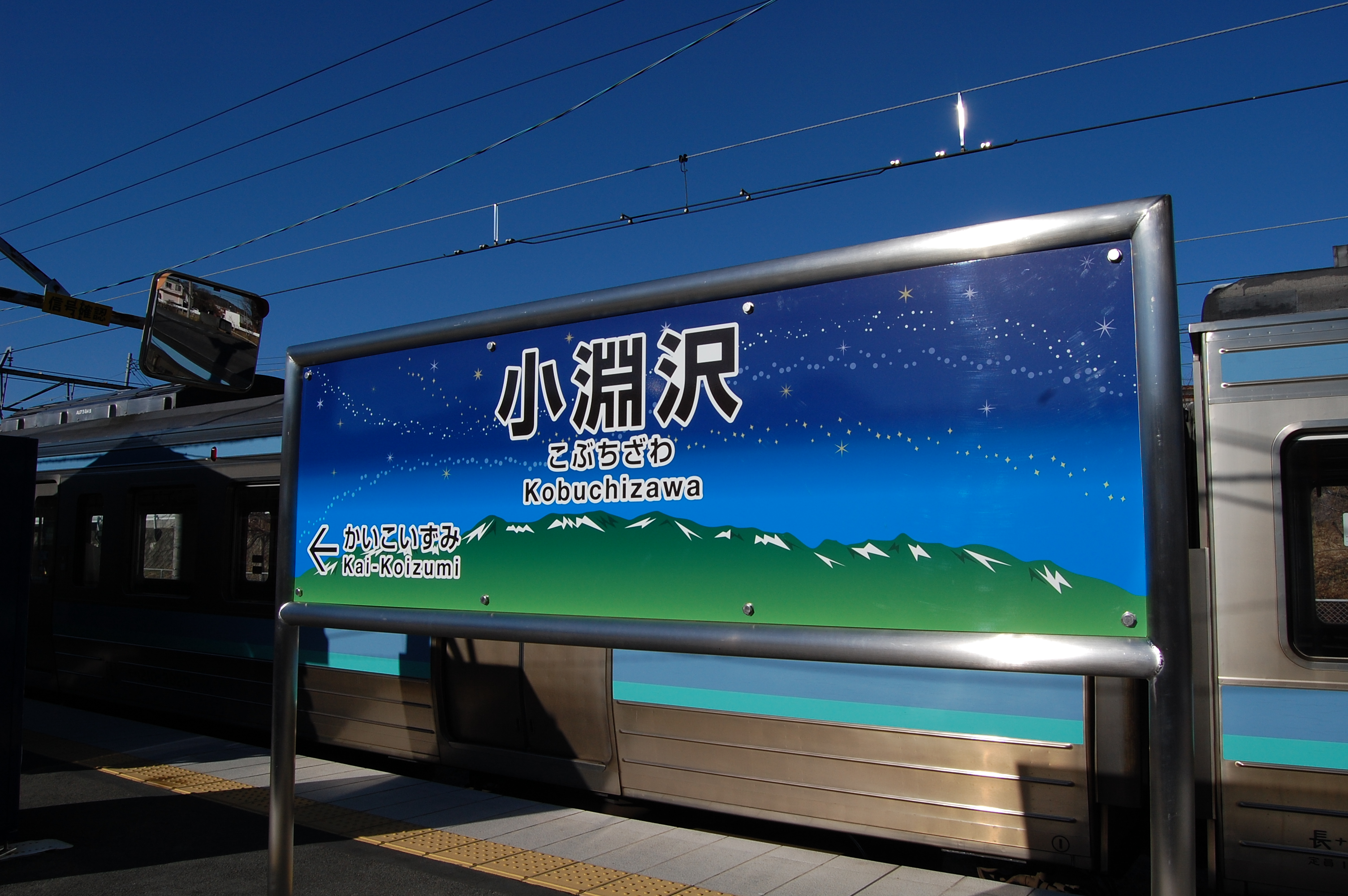
「星空と八ヶ岳イメージ」の駅名標（小淵沢駅）

  - 7月1日：キハ100形・110形を改造した観光列車「HIGH RAIL 1375」の運転を開始[報道 6][34]。
- 2019年（令和元年）10月：令和元年東日本台風（台風19号）の影響により12日から31日まで一部区間が運転見合わせとなり[35]、高校生専用の列車代行バスを運行[新聞 5]。
- 2020年（令和2年）10月12日：ATACSを応用した地方交通線向け列車制御システム（無線式列車制御システム）を導入[報道 3][注 1]。これに伴い、臼田・八千穂・佐久海ノ口・甲斐小泉の各駅の交換施設の運用を終了。
- 2024年（令和6年）
  - 3月16日：中込駅 - 小諸駅間のワンマン列車における後乗り前降りを廃止[36]。
  - 3月26日：清里駅無人化。指定席券売機撤去。
- 2026年（令和8年）7月1日（予定） - 支社制から事業本部制への再編に伴い、山梨県内の小淵沢駅 - 清里駅間は山梨事業本部、長野県内の野辺山駅 - 小諸駅間は長野事業本部の管轄となる[37]。

## 運行形態

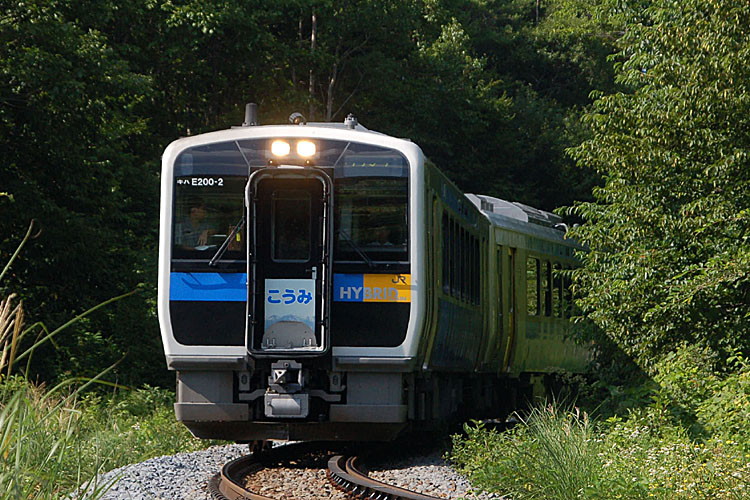
キハE200形「こうみ」

現在は、普通列車のみの運転で、他線との直通運転はない。小淵沢駅 - 小諸駅間の列車がおおむね1 - 2時間間隔で運転されるほか、小海駅・中込駅 - 小諸駅間の区間運転列車があり、中込駅 - 小諸駅間は通勤時間帯には約20分間隔での運転となる。朝5時台には野辺山駅発小淵沢駅行きの列車が設定されている。また、観光シーズンになると小淵沢駅 - 野辺山駅間に1日3 - 4往復ほど、「八ヶ岳高原列車」と称する臨時列車が運行される。
キハ110系気動車へ置き換え完了後の1992年3月14日からワンマン運転を開始した。中込駅 - 小諸駅間ではワンマン列車でも各車両の全ての扉から乗り降りができる。
2007年7月31日からは、世界初のシリーズ式ハイブリッドシステムを導入した新型車両キハE200形「こうみ」が併せて運行されている。
列車編成は1 - 3両で、中込駅で列車の増結・切り離しが行われる場合がある。車両基地は中込駅東側に位置し、1991年4月1日に中込運輸区から小海線営業所に改組され、2022年3月12日からは小海線営業所から改組された小海線統括センターが全線を統括している。

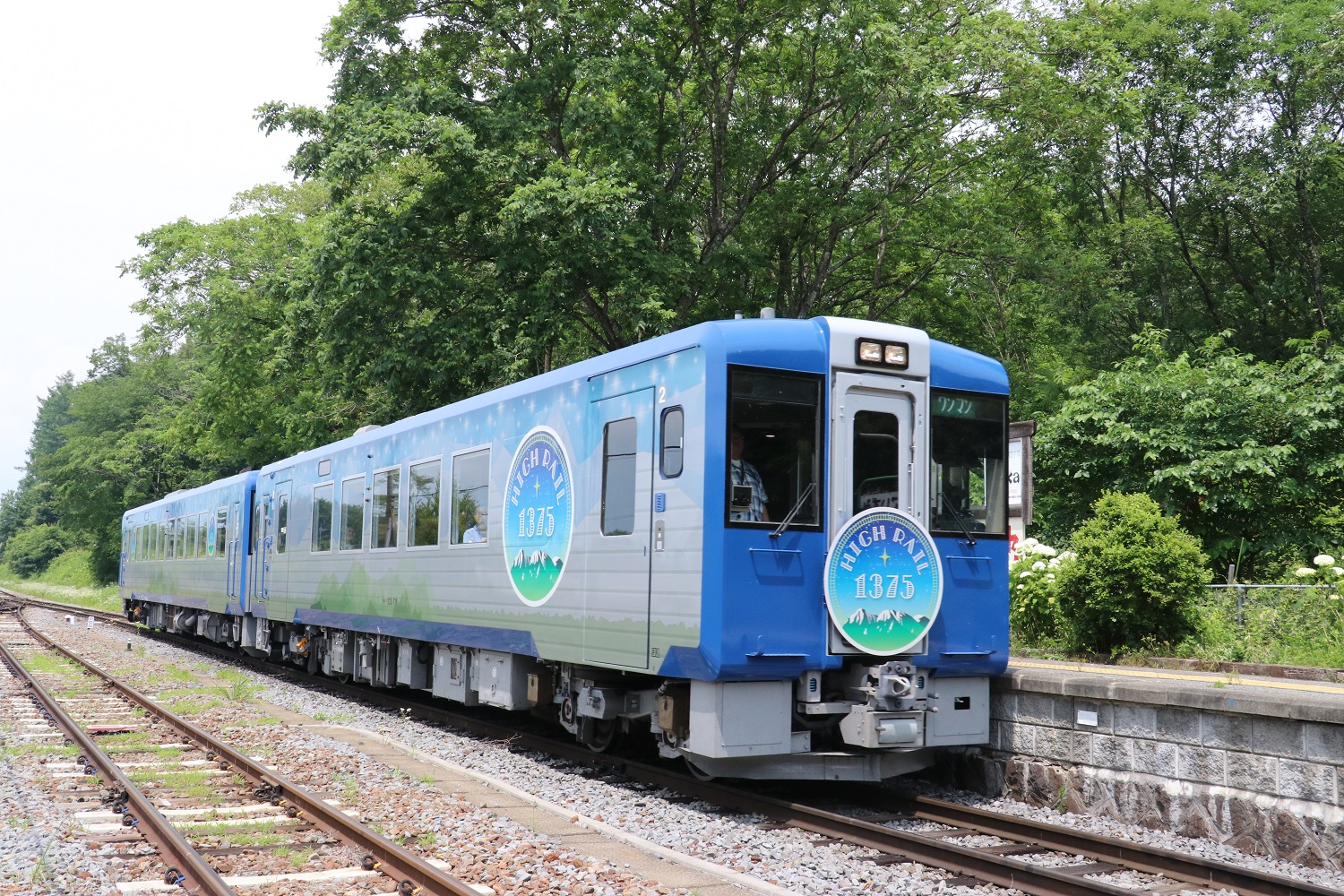
HIGH RAIL 1375（2017年7月9日）

また、信州デスティネーションキャンペーンに合わせ、2017年7月1日からキハ100形・110形車両を改造した観光列車「HIGH RAIL 1375」が運転されている。

### 過去の運行形態
小諸駅での信越本線との接続が失われる前は、上田駅まで直通する列車が存在した。JRの前身である日本国有鉄道（国鉄）が運営していた時代には、水曜日と木曜日に運休する列車があった。小淵沢駅からスイッチバックして中央本線上諏訪駅まで直通する列車も存在した。
1968年から1975年まで、循環運転の急行列車「のべやま」「すわ」が以下の経路で運行されていた。なお、「すわ」は塩尻駅先着とし、「のべやま」は小諸駅先着とした。
- 「のべやま」→ 長野駅 - （信越本線） - 小諸駅 - （小海線） - 小淵沢駅 - （中央本線） - 塩尻駅 - （篠ノ井線） - 篠ノ井駅 - （信越本線） - 長野駅 ←「すわ」

### 過去に運行されたイベント列車
一時期、高原列車としてのイメージを生かすべく、いくつもイベント列車が運行された。

#### ときめきの恋列車
1986年夏に、小海線のキハ52形気動車のうちの2両（122・123）が、白地に八ヶ岳連峰と気球や飛行船が描かれた塗色に変更され、小淵沢駅 - 軽井沢駅間を結ぶ臨時列車「ときめきの恋列車」として運行された。内装も変更されており、天井は夜空をイメージした濃い青に塗られ、夜光塗料で星座模様が描かれたものであった。ただし、正確な星座を描いたわけではなく、「ときめきの恋」「JNR」など、遊び感覚も多分に盛り込まれていた。1991年頃までこの塗色のまま他車と共通運用となっていた。

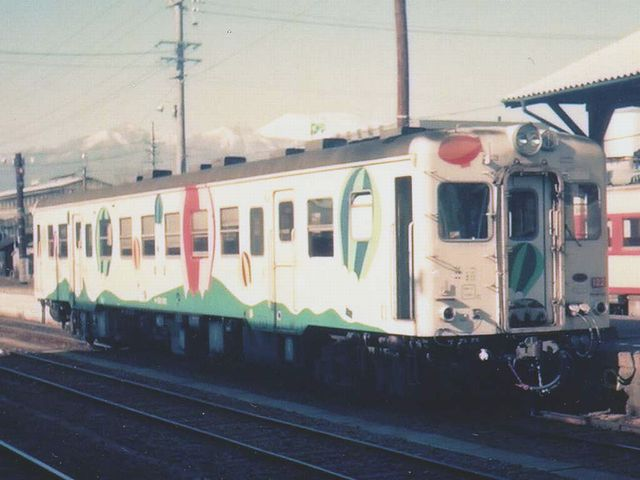
「ときめきの恋列車」に使用されたキハ52
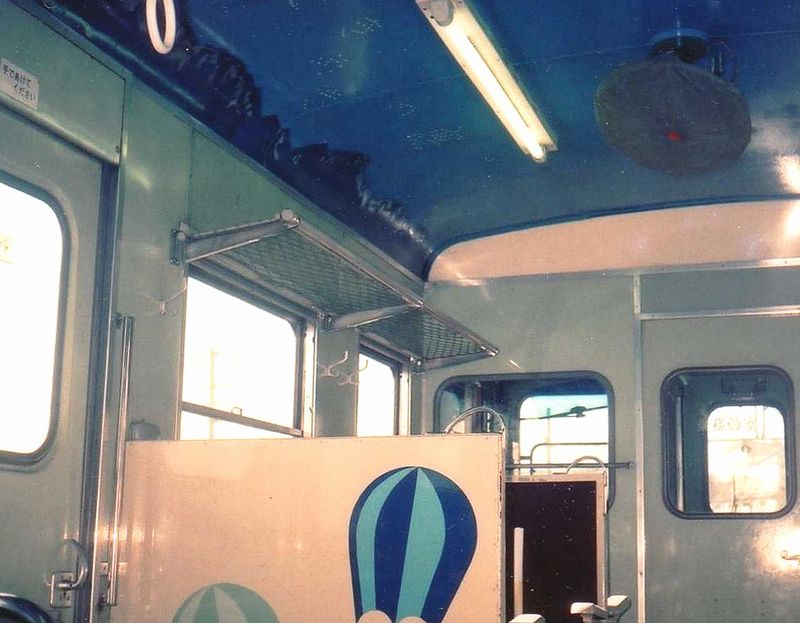
「ときめきの恋列車」の車内
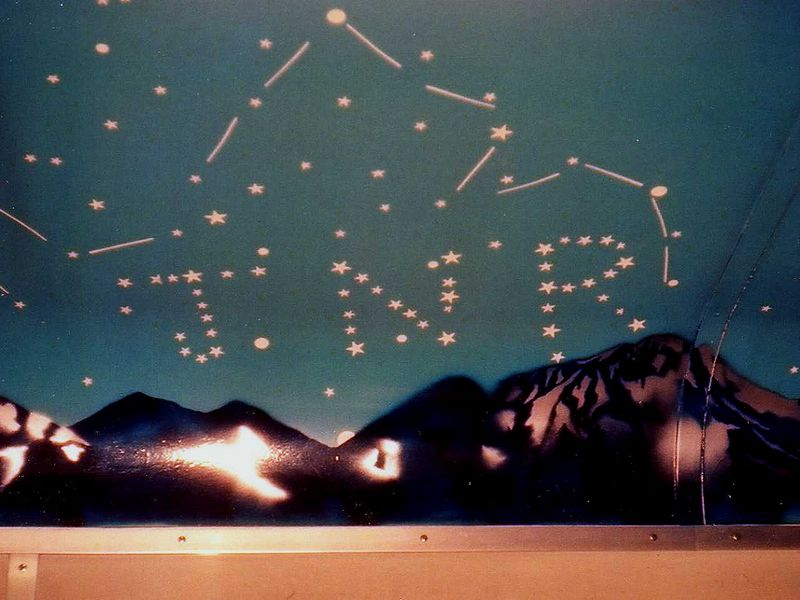
「ときめきの恋列車」の車内（星模様で描かれた「JNR」）

#### マザーグーストレイン
1987年、JR東日本と長野市のファンシー雑貨店「クリエイティブヨーコ」との共同による、「マザーグーストレイン」が運行された。車両はマニ50形荷物車の改造車が使用された。

#### 葉ッピーきよさと
1988年夏から1992年まで、新宿駅 - 清里駅間を中央本線から直通運転する臨時快速「葉ッピーきよさと」が運行された。使用車両は、長野支社所属の簡易リクライニングシートに改装された169系電車で、小海線内では非電化のためDD16形ディーゼル機関車に牽引される形式を取った。
初年度は北長野運転所（現在の長野総合車両センター）所属の「みすず」用4両編成を使用し、小海線内では冷房などの電源車代用としてスハフ12形客車を連結した。翌1989年以降は松本運転所（現在の松本車両センター）所属の3両編成（通称「改座車」）に変更され、牽引機となるDD16 301・302に静止形インバータ（SIV）を搭載したため、電源車の連結がなくなり、また電源容量の関係で小海線内では冷房使用は不可となった。
なお、小淵沢駅ではホームに面していない線路（3番線）で機関車の連結・解放を行うため運転停車であった。

#### 信州循環列車・ぐるっと信州ときめき号
1993年から1997年に、前述の循環急行「のべやま」「すわ」と同一のコースをたどる臨時快速「信州循環列車」が運行された。1995年の運転ではシャトル・マイハマを千葉支社から借り入れ、電源車代用のスハフ12を連結した編成をDD16 301・302がプッシュプルで運転した。
運転初年度の設定は、秋田にあったキハ58系「エレガンスアッキー」を使用し、全車グリーン車自由席の設定で運転されたが、団体乗車等で混雑のために飯山色のキハ52（普通車自由席）を増結して運転、その後は飯山線キハ58系（全車普通車指定席）、キハ110系となるが、キハ110系使用開始時は秋田から特急秋田リレー仕様である300番台のまま長野へ転属になったため、一般化改造工事が終了するまで全車指定席として設定され、その後は全車自由席に変更された。基本の運転パターンは長野駅 → 松本駅 → 小淵沢駅 → 小諸駅 → 長野駅であったが、これと逆周りに運転する日も設定された。
だが、長野新幹線（北陸新幹線）開業に伴い前日の1997年9月30日をもって信越本線横川駅 - 軽井沢駅間が廃止となり、軽井沢駅 - 篠ノ井駅間がしなの鉄道線として経営分離され、小諸駅での小海線とかつての信越本線とを結ぶ線路が分断された。これにより同列車も運行終了となったが、2004年10月に、JR東日本としなの鉄道の共同企画で「ぐるっと信州ときめき号」として復活した。これは、しなの鉄道線小諸から189系直流特急形電車で篠ノ井駅、篠ノ井線経由で塩尻駅、塩尻駅から中央本線上諏訪駅まで、上諏訪からはキハ110系気動車が小淵沢駅・小海線経由でしなの鉄道線小諸駅までを運行した列車で、かつてのように車両を乗り換えずに一周することはできなかった。
2008年1月に運転された「ぐるっと信州ときめき号」では、小諸駅からしなの鉄道線・篠ノ井線・中央本線を経て小淵沢駅までは485系電車「いろどり（彩）」、小海線小淵沢駅から小諸駅まではキハE200形気動車が使用された。

#### ぐるっと信州号
2024年9月1日に、中央本線・篠ノ井線経由で中込発長野行き団体臨時列車「ぐるっと信州号」が運行された。使用車両はキハE200-1〜3の3両編成が使用された。

## 使用車両

### 現在の使用車両
全て気動車で運転されている。
- キハ110系（キハ110形100番台・キハ111形100番台） - 小海線統括センター所属[注 4]
- キハE200形 - 小海線統括センター所属

2015年には、佐久鉄道開業100周年・小海線全通80周年記念企画で、同年2月17日から1編成（1両=キハ110-121）が国鉄首都圏色、同年3月19日からはもう1編成（2両=キハ111-111+キハ112-111）が国鉄急行色で運転された。この国鉄首都圏色、国鉄急行色のキハ110系は翌年の1月4日に長野総合車両センターに入場して一般色に戻っている。

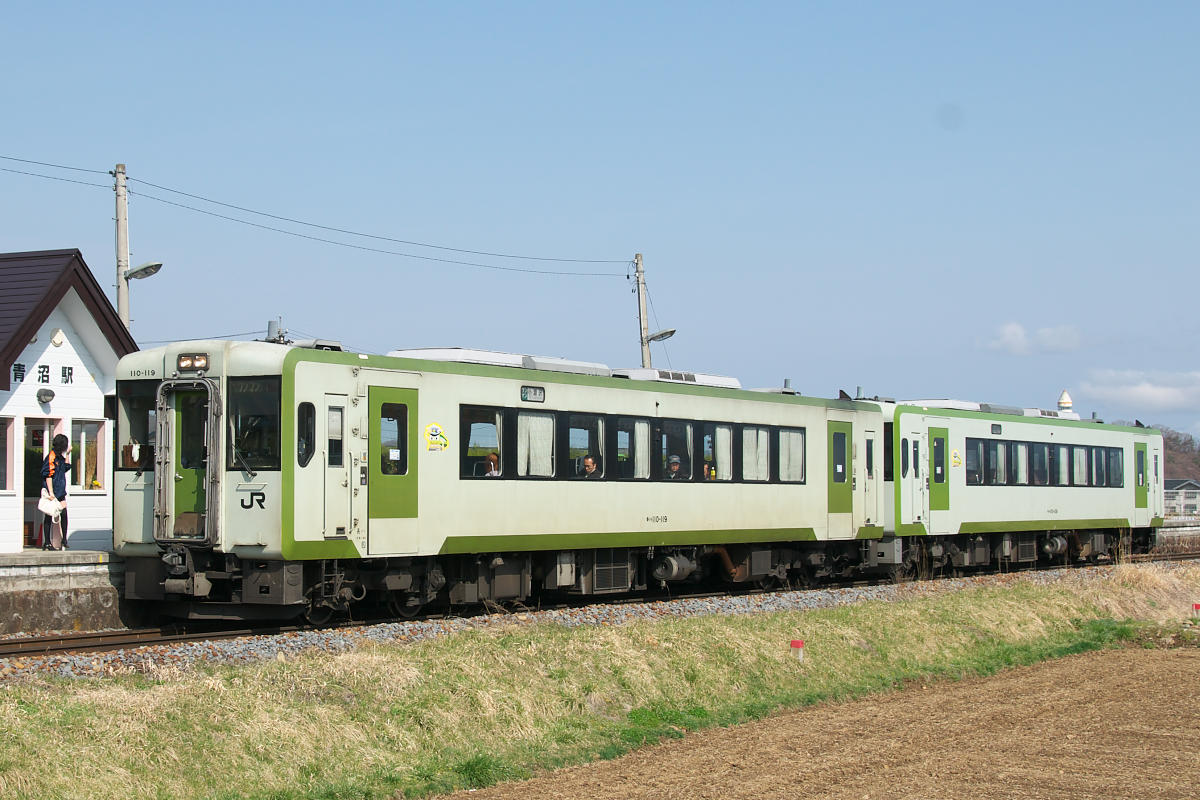
キハ110形100番台
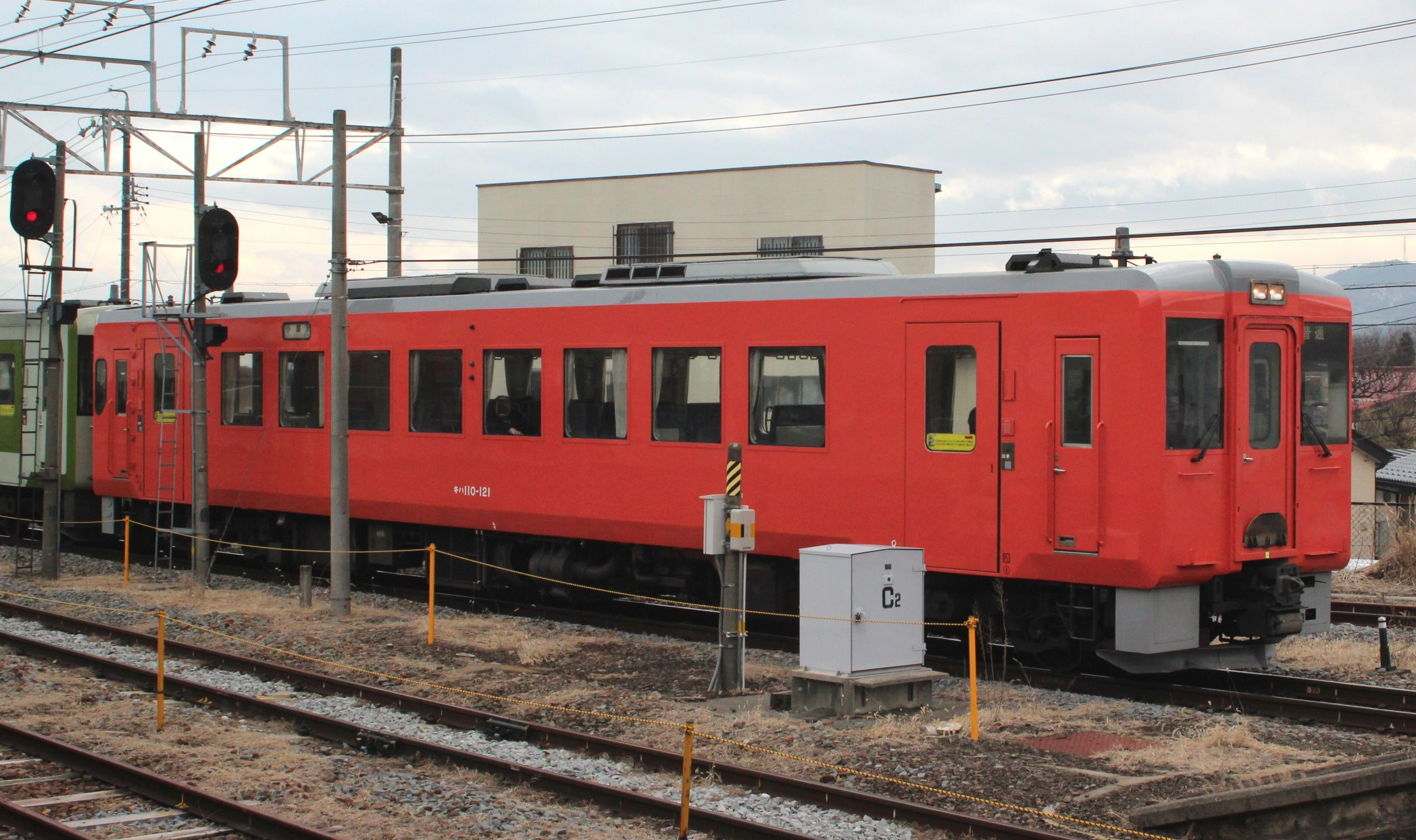
首都圏色のキハ110-121（現在は一般色に変更済）
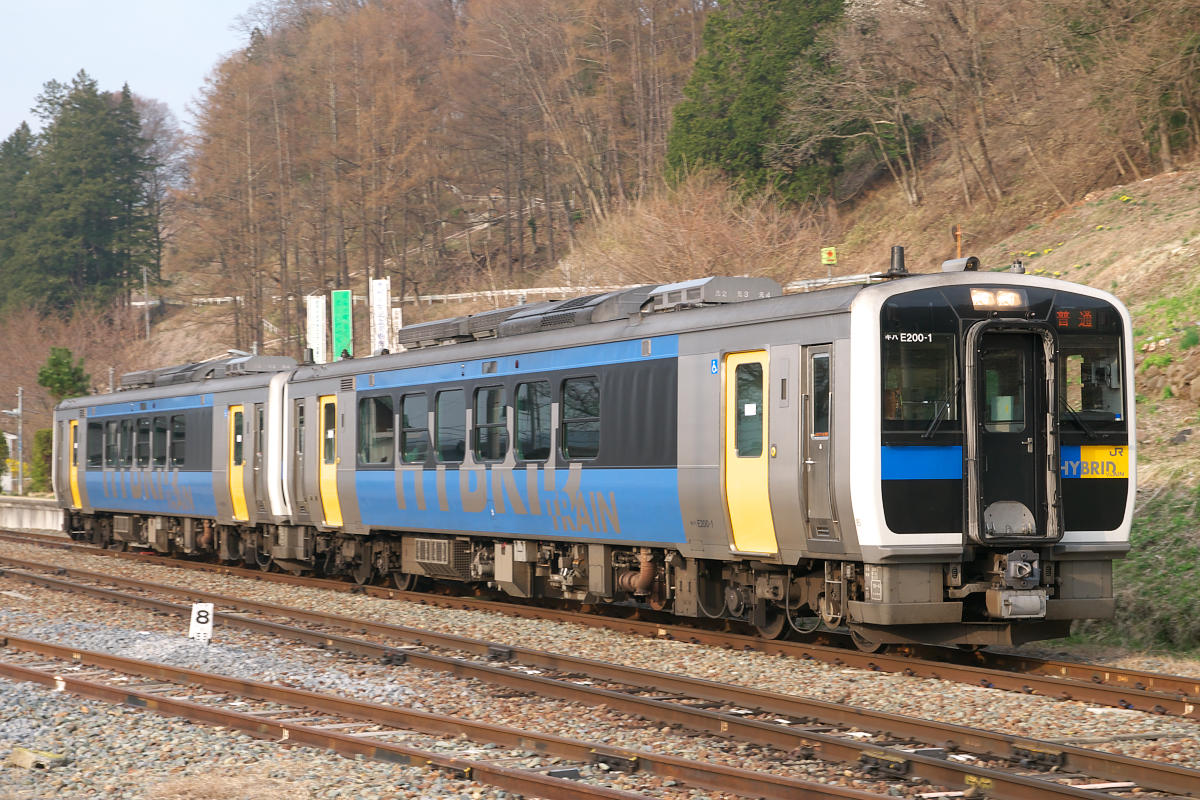
キハE200形

### 過去の使用車両
- キハ04系 - 中込機関区所属であったキハ41307（キハ04 8）が埼玉県さいたま市の鉄道博物館で展示されている。
- キハ11形
- キハ51形
- キハ55・26形
- キハ52形
- キハ58・28形
- キハ57系

以上はいずれも、中込機関区（のちの中込運輸区、現在は小海線統括センター）所属の気動車。急勾配があるため、主にエンジンを2台載せた強力気動車が使用された。キハ58とキハ57には冷房搭載車もあったが発電機がなく使用できず不要なジャンパ栓をはずして運用された。
- キハ65形 - 松本運転所（現・松本車両センター）から急行「八ヶ岳」（小海線内は普通列車）で乗り入れていたことがある。

1972年まで、C56形蒸気機関車（SL）が運行され、「高原のポニー」の愛称で親しまれた（末期は貨物のみ）。営業運転が廃止された翌1973年には夏季の2か月間の日曜日に臨時列車「SLのべやま号」が運行された。これはリバイバルトレインの始まりの一つに数えられている。
また、1972年の蒸気機関車運用終了後は、貨物列車の牽引にはDD16形ディーゼル機関車が使用された。
客車は、オハフ45や、オハフ61などが使用されていた。

#### 佐久鉄道の車両
- 機関車 - 全てタンク機関車
  - 1-3 開業にあたり国鉄から1150形3両の払下げを受けた。国有化以前の1928年に1・3が笠原鉄道へ、2が八日市鉄道（近江鉄道）へ売却された。
  - 4 1915年[43]雨宮製作所製。営業運転には使用されず専ら工事列車に使用されていた[44]。国有化前に処分され[注 5]川崎埠頭1号となる[45]。
  - 11-12 1923年に川崎造船所により新製された。国有化により1265形（1265・1266）となる。
  - 13-15 11-12と同形車で河東鉄道（長野電鉄）で電化により余剰となった機関車（4・1・2）を1926年に1両、1929年に2両を購入した。国有化により1265形（1267-1269）となる。
  - 3301-3303 1927年に国鉄から3300形（3313・3309・3303）の払下げをうけた。国有化により旧番号に復する。
- ガソリンカー - バスとの対抗から1930年より運行を始めた。詳細は「買収気動車#佐久鉄道（現・小海線の一部）」を参照。
  - キホハニ51 - キホハニ56 国有化によりキハニ40600 - キハニ40605となる。
  - キホハ57・キホハ58 国有化によりキハ40500・キハ40501となる。
- 客車
  - ロハ1 - ロハ2 開業にあたり国鉄から元甲武鉄道の電車（デ963[46]）を購入。1927年にハユフ4・ハユフ5となり国有化時も在籍していた[47]。詳細は「甲武鉄道の電車」を参照。
  - ハ3 - ハ6 開業にあたり国鉄より元甲武鉄道の電車（デ963）を購入。1920年に改番されハ8・ハ1・ハ2・ハ3となる。1927年ハ1 - ハ3が新宮鉄道へ売却されハ8は国有化時も在籍していた。
  - ハ4 - ハ7（ハ4 - ハ6は2代目） 1917年[注 6]名古屋電車製作所で新製された。国有化前に尾花沢鉄道の開業用に売却された[48]。
  - フハ10 - フハ13 国有化時在籍[49]。
  - ユニフ3・ユニフ4 有田鉄道より荷物車を購入（1920年3月認可[50]）。元南海の客車で1906年製。当初ワフ1・ワフ2、国有化時も在籍。1936年廃車[51]。
  - ホハ21 - ホハ23、ホハ31 - ホハ33、ホハ41・ホハ42 1925年日本車輌製造により製作された木製ボギー客車群。将来電化することを想定し、ホハ31 - ホハ33はパンタグラフ取付台とブリルタイプの電動車用台車を装備していた。国有化後形式2480（ホハ2480 - ホハ2487）となった。全車1956年に廃車された時には救援車ホエ7000となっていた[52]。
- 貨車
  - ワブ形（ワブ4 - ワブ7・ワブ9） 国有化後4 t積みワブ4形（ワブ4）、5 t、6 t積みワブ5形（ワブ5 - ワブ7）、5 t積みワブ9形（ワブ9）の3形式に細分化されたが運用される事なく使用休止車となった。
  - ワブ形（ワブ20 - ワブ22） 国有化後新形式である9 t積みワフ7800形（ワフ7800 - ワフ7802）に定められた。その後1941年（昭和16年）に形式消滅となった。
  - ワ形（ワ5） 国有化後8 t積みワ5形（ワ5）となったが運用される事なく使用休止車となった。
  - ワ形（ワ50 - ワ54） 国有化後10 t積みワ17000形（ワ18800 - ワ18804）に編入された。
  - ワム形（ワム1 - ワム5） 国有化後15 t積みワム1形（ワム1679 - ワム1683）に編入された。
  - ト形（ト1 - ト3、ト5 - ト9） 国有化後10 t積みト1形（ト2892 - ト2899）に編入された。
  - ト形（ト13・ト14、ト100 - ト109） 国有化後12 t積みト13600形（ト14018 - ト14029）に編入された。
  - トム形（ト1・ト2、ト15 - ト32） 国有化後15 t積みトム1形（トム2100 - トム2119）に編入された。

## 沿線風景
始発駅の小淵沢駅からは八ヶ岳を見上げる。発車してすぐ広い斜面を大きく曲がりながら登ってゆく。林の中の別荘地を抜けると清里で、駅周辺は1980年頃から観光化が進んだ。この先、車窓が開けて高原野菜の畑地が目立つようになり、野辺山までの間、八ヶ岳が左手に見える。JR鉄道最高地点は中央分水界でもある。最高地点標識を過ぎると、右手の林の中に野辺山電波天文台の大アンテナが見える。この天文台は年末年始を除き毎日見学が可能である。下り勾配にかかり、信濃川上駅からは千曲川沿いの谷間を進み、小海駅までに千曲川を7回横断する。小海駅からは千曲川の右岸を走ってゆく。佐久平に入ると、車窓には市街地と水田が交錯するようになり、通勤・通学路線に変化する。佐久市に入ると千曲川は北西方面に曲がって行く。岩村田駅から中佐都駅までは高架になっており北陸新幹線と国道141号線を乗り越える。乙女駅からはしなの鉄道線と並走し、終点の小諸駅に到着する。

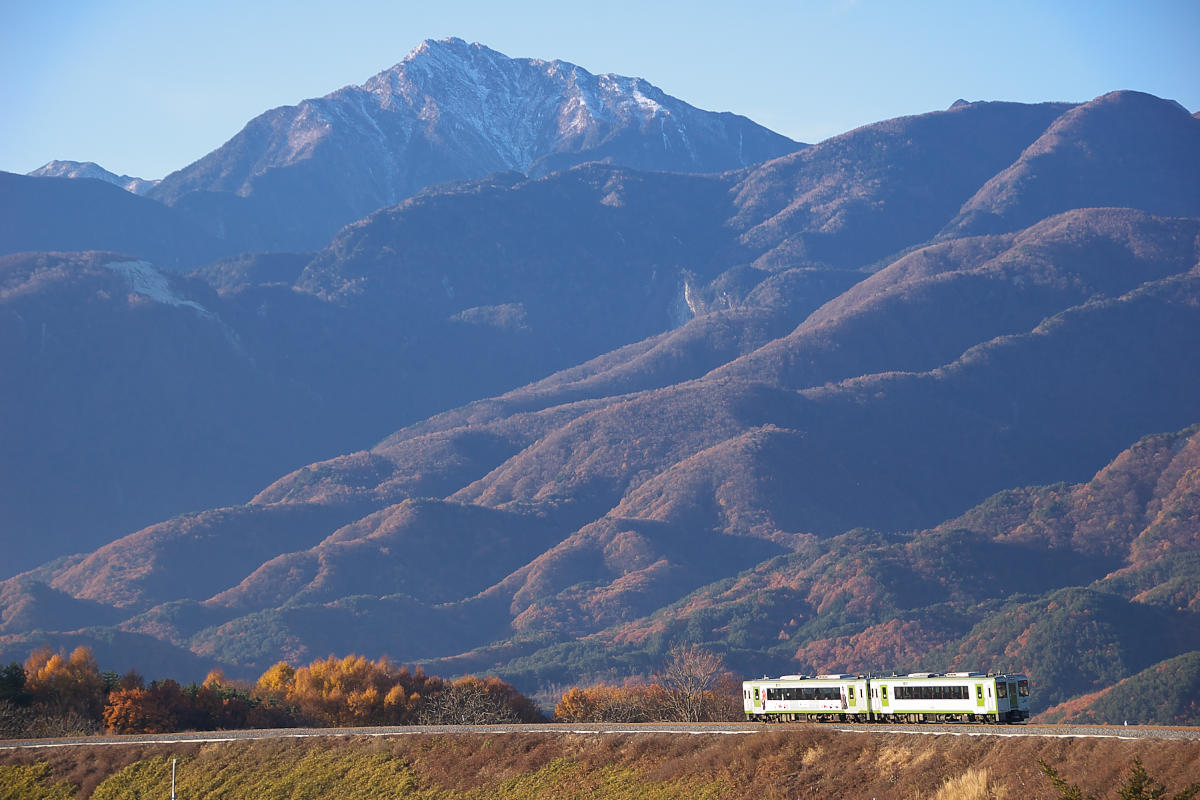
甲斐駒ヶ岳と小淵沢駅 - 甲斐小泉駅間を走る列車（2007年11月）
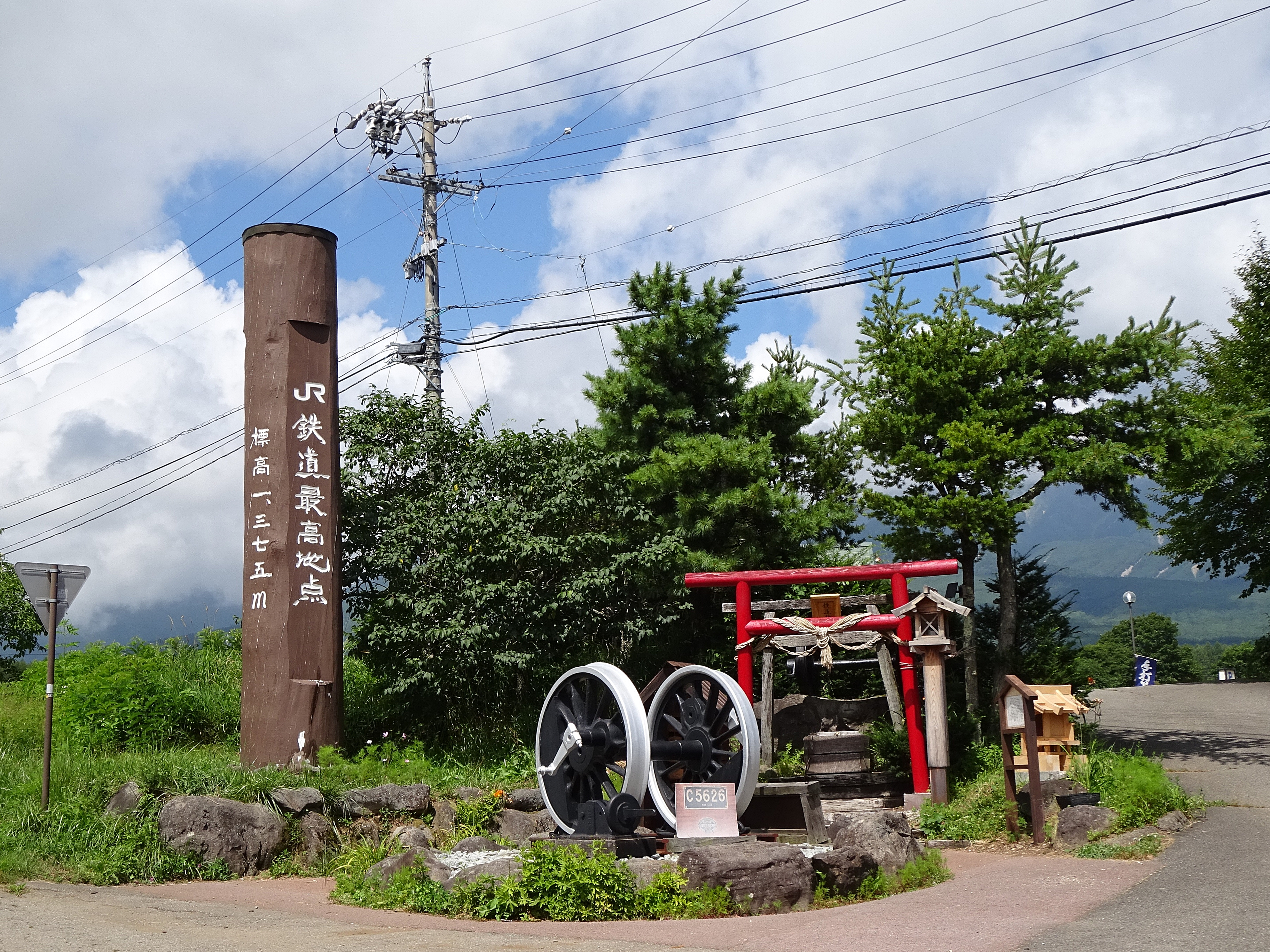
JR最高地点と鉄道神社（2023年7月 清里駅 - 野辺山駅間）
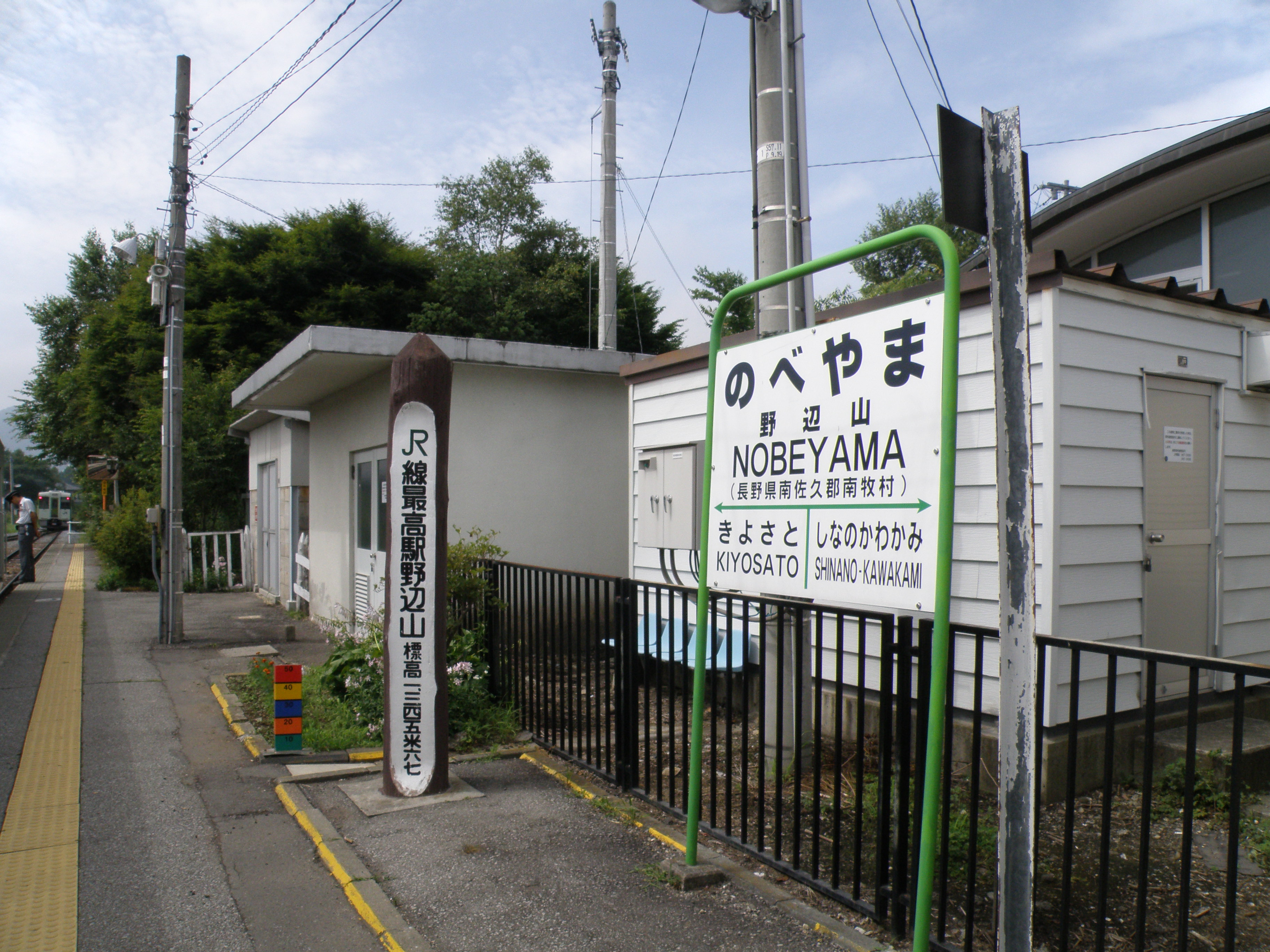
野辺山駅の駅名標とJR最高駅碑（2008年8月）
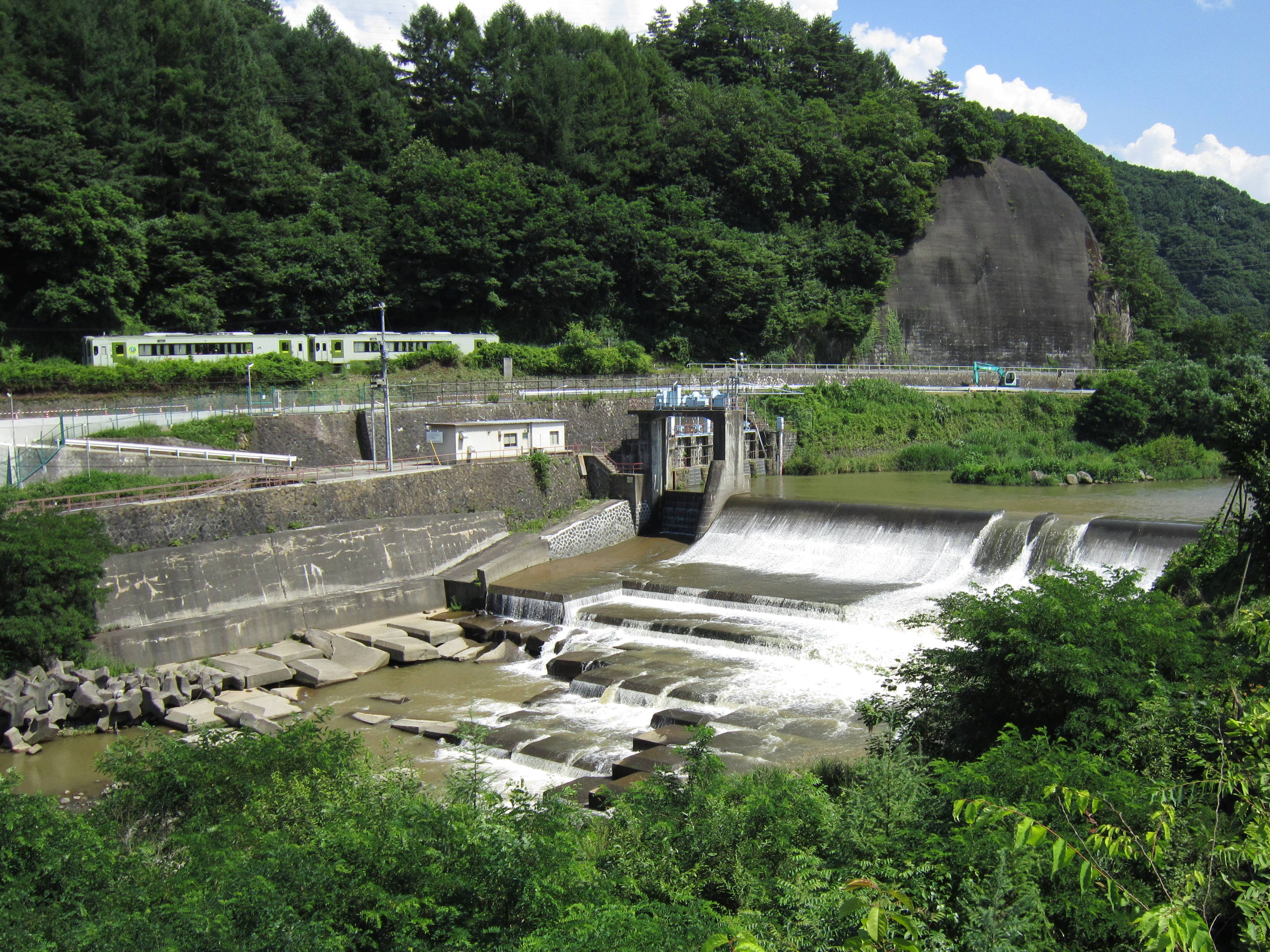
千曲川に沿って走る小海線のキハ110系列車（2010年7月 小海駅 - 馬流駅間）
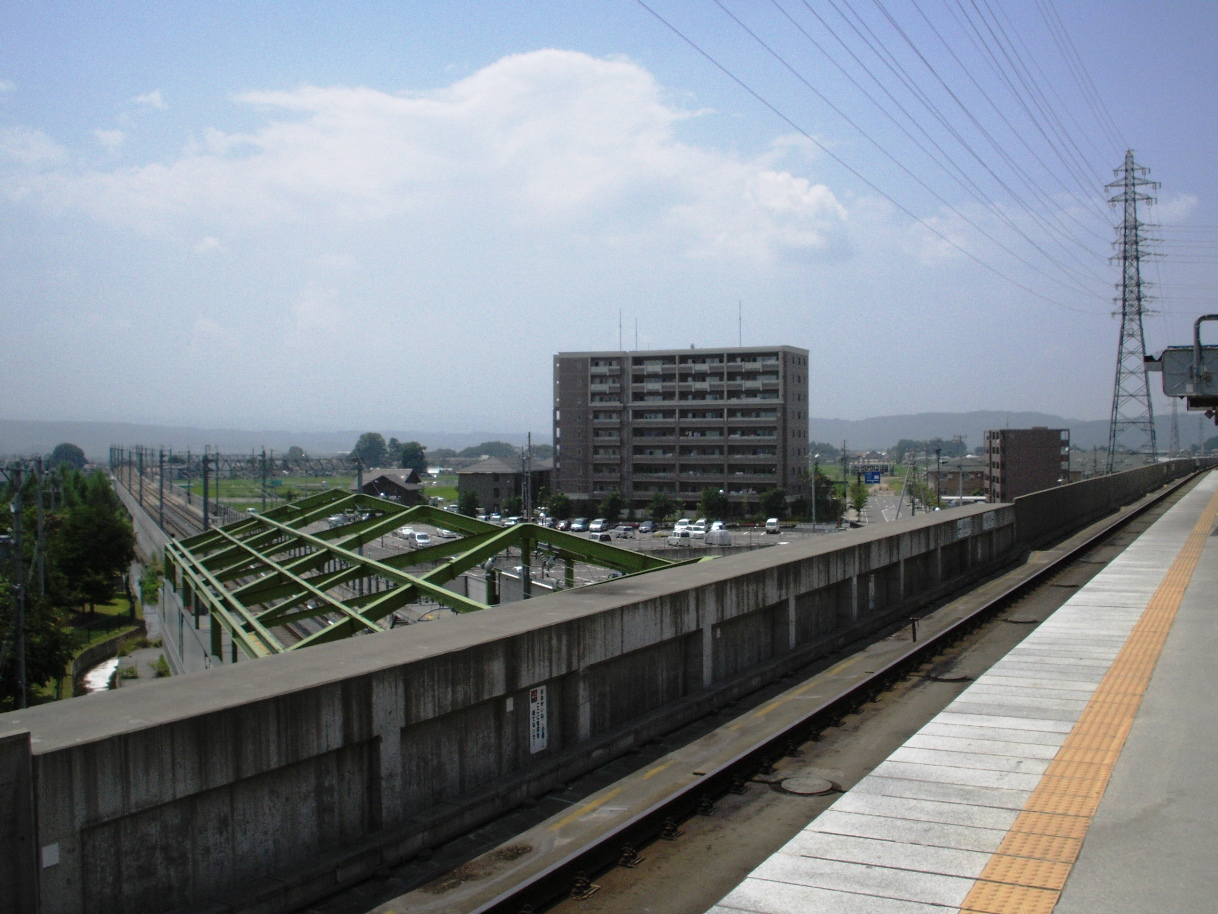
北陸新幹線の線路を跨ぐ、高架区間の佐久平駅ホーム（2007年7月）

## 駅一覧
- 定期列車は全列車普通列車（全駅に停車）。
- 線路（全線単線） … ◇・∨・∧：列車交換可、｜：列車交換不可

| 駅名         | 営業キロ | 営業キロ | 接続路線                          | 線路 | 所在地        | 所在地        | 所在地        |
| 駅名         | 駅間     | 累計     | 接続路線                          | 線路 | 所在地        | 所在地        | 所在地        |
| ------------ | -------- | -------- | --------------------------------- | ---- | ------------- | ------------- | ------------- |
| 小淵沢駅     | -        | 0.0      | 東日本旅客鉄道： 中央本線 (CO 51) | ∨    | 山梨県 北杜市 | 山梨県 北杜市 | 山梨県 北杜市 |
| 甲斐小泉駅   | 7.1      | 7.1      |                                   | ｜   | 山梨県 北杜市 | 山梨県 北杜市 | 山梨県 北杜市 |
| 甲斐大泉駅   | 5.1      | 12.2     |                                   | ◇    | 山梨県 北杜市 | 山梨県 北杜市 | 山梨県 北杜市 |
| 清里駅       | 5.3      | 17.5     |                                   | ◇    | 山梨県 北杜市 | 山梨県 北杜市 | 山梨県 北杜市 |
| 野辺山駅     | 5.9      | 23.4     |                                   | ◇    | 長野県        | 南佐久郡      | 南牧村        |
| 信濃川上駅   | 8.1      | 31.5     |                                   | ◇    | 長野県        | 南佐久郡      | 川上村        |
| 佐久広瀬駅   | 3.4      | 34.9     |                                   | ｜   | 長野県        | 南佐久郡      | 南牧村        |
| 佐久海ノ口駅 | 4.5      | 39.4     |                                   | ｜   | 長野県        | 南佐久郡      | 南牧村        |
| 海尻駅       | 2.7      | 42.1     |                                   | ｜   | 長野県        | 南佐久郡      | 南牧村        |
| 松原湖駅     | 2.7      | 44.8     |                                   | ｜   | 長野県        | 南佐久郡      | 小海町        |
| 小海駅       | 3.5      | 48.3     |                                   | ◇    | 長野県        | 南佐久郡      | 小海町        |
| 馬流駅       | 1.6      | 49.9     |                                   | ｜   | 長野県        | 南佐久郡      | 小海町        |
| 高岩駅       | 1.8      | 51.7     |                                   | ｜   | 長野県        | 南佐久郡      | 佐久穂町      |
| 八千穂駅     | 2.2      | 53.9     |                                   | ｜   | 長野県        | 南佐久郡      | 佐久穂町      |
| 海瀬駅       | 2.6      | 56.5     |                                   | ｜   | 長野県        | 南佐久郡      | 佐久穂町      |
| 羽黒下駅     | 1.3      | 57.8     |                                   | ◇    | 長野県        | 南佐久郡      | 佐久穂町      |
| 青沼駅       | 1.7      | 59.5     |                                   | ｜   | 長野県        | 佐久市        | 佐久市        |
| 臼田駅       | 1.4      | 60.9     |                                   | ｜   | 長野県        | 佐久市        | 佐久市        |
| 龍岡城駅     | 1.2      | 62.1     |                                   | ｜   | 長野県        | 佐久市        | 佐久市        |
| 太田部駅     | 2.0      | 64.1     |                                   | ｜   | 長野県        | 佐久市        | 佐久市        |
| 中込駅       | 1.4      | 65.5     |                                   | ◇    | 長野県        | 佐久市        | 佐久市        |
| 滑津駅       | 1.0      | 66.5     |                                   | ｜   | 長野県        | 佐久市        | 佐久市        |
| 北中込駅     | 1.9      | 68.4     |                                   | ｜   | 長野県        | 佐久市        | 佐久市        |
| 岩村田駅     | 2.2      | 70.6     |                                   | ◇    | 長野県        | 佐久市        | 佐久市        |
| 佐久平駅     | 0.9      | 71.5     | 東日本旅客鉄道： 北陸新幹線       | ｜   | 長野県        | 佐久市        | 佐久市        |
| 中佐都駅     | 0.9      | 72.4     |                                   | ｜   | 長野県        | 佐久市        | 佐久市        |
| 美里駅       | 1.4      | 73.8     |                                   | ｜   | 長野県        | 小諸市        | 小諸市        |
| 三岡駅       | 1.5      | 75.3     |                                   | ◇    | 長野県        | 小諸市        | 小諸市        |
| 乙女駅       | 1.1      | 76.4     |                                   | ｜   | 長野県        | 小諸市        | 小諸市        |
| 東小諸駅     | 1.0      | 77.4     |                                   | ｜   | 長野県        | 小諸市        | 小諸市        |
| 小諸駅       | 1.5      | 78.9     | しなの鉄道：■しなの鉄道線         | ∧    | 長野県        | 小諸市        | 小諸市        |

2023年度の時点で、JR東日本自社による乗車人員集計の対象駅は小淵沢駅、野辺山駅、信濃川上駅、小海駅、八千穂駅、羽黒下駅、臼田駅、中込駅、岩村田駅、佐久平駅、小諸駅である。それ以外の駅は完全な無人駅のため集計対象から外されている（なお、佐久平駅については小海線の区画は無人であるが、接続する北陸新幹線の区画が有人である）。

### 廃駅
（ ）内は小淵沢駅起点の営業キロ。
- フォトデッキ駅：1986年のみ営業、清里駅 - 野辺山駅間
- 市村停留場：1925年4月14日廃止、中佐都駅 - 美里駅間（約73.7km）
- 土橋停留場：1925年4月14日廃止、三岡駅 - 乙女駅間（約75.3km）

### 過去の接続路線
- 小諸駅：布引電気鉄道 - 1936年10月30日免許取消

## 利用状況

### 平均通過人員
各年度の平均通過人員、旅客運輸収入は以下のとおりである。
| 年度                   | 平均通過人員（人/日） | 平均通過人員（人/日） | 平均通過人員（人/日） | 平均通過人員（人/日） | 旅客運輸収入（万円） | 出典   |
| 年度                   | 全線                  | 小淵沢 - 小海         | 小海 - 中込           | 中込 - 小諸           | 旅客運輸収入（万円） | 出典   |
| ---------------------- | --------------------- | --------------------- | --------------------- | --------------------- | -------------------- | ------ |
| 1987年度（昭和62年度） | 1,898                 | 1,038                 | 2,272                 | 5,099                 |                      | [ 54 ] |
| 2011年度（平成23年度） | 1,194                 | 532                   | 1,443                 | 3,259                 |                      | [ 54 ] |
| 2012年度（平成24年度） | 1,195                 | 529                   | 1,418                 | 3,310                 |                      | [ 54 ] |
| 2013年度（平成25年度） | 1,211                 | 517                   | 1,426                 | 3,438                 |                      | [ 54 ] |
| 2014年度（平成26年度） | 1,176                 | 494                   | 1,359                 | 3,396                 |                      | [ 54 ] |
| 2015年度（平成27年度） | 1,198                 | 501                   | 1,353                 | 3,511                 |                      | [ 54 ] |
| 2016年度（平成28年度） | 1,182                 | 492                   | 1,316                 | 3,494                 |                      | [ 55 ] |
| 2017年度（平成29年度） | 1,213                 | 517                   | 1,342                 | 3,558                 |                      | [ 55 ] |
| 2018年度（平成30年度） | 1,194                 | 500                   | 1,312                 | 3,548                 |                      | [ 55 ] |
| 2019年度（令和元年度） | 1,105                 | 450                   | 1,164                 | 3,387                 |                      | [ 55 ] |
| 2020年度（令和02年度） | 876                   | 283                   | 978                   | 2,880                 | 26,100               | [ 55 ] |
| 2021年度（令和03年度） | 856                   | 300                   | 892                   | 2,814                 | 27,500               | [ 56 ] |
| 2022年度（令和04年度） | 930                   | 359                   | 983                   | 2,919                 | 31,700               | [ 57 ] |
| 2023年度（令和05年度） | 986                   | 379                   | 1,065                 | 3,072                 | 34,600               | [ 58 ] |

### 収支・営業系数
2019年度（令和元年度）の平均通過人員が2,000人/日未満の線区（小淵沢駅 - 小海駅間、小海駅 - 中込駅間）の各年度の収支（運輸収入、営業費用）、営業係数、収支率は以下のとおりである。▲はマイナスを意味する。
| 年度                   | 収支（百万円） | 収支（百万円） | 収支（百万円） | 営業 係数 （円） | 収支率 | 出典   |
| 年度                   | 運輸 収入      | 営業 費用      | 計             | 営業 係数 （円） | 収支率 | 出典   |
| ---------------------- | -------------- | -------------- | -------------- | ---------------- | ------ | ------ |
| 2019年度（令和元年度） | 109            | 1,592          | ▲1,482         | 1,457            | 6.9%   | [ 59 ] |
| 2020年度（令和02年度） | 60             | 1,438          | ▲1,378         | 2,389            | 4.2%   | [ 59 ] |
| 2021年度（令和03年度） | 67             | 1,739          | ▲1,671         | 2,562            | 3.9%   | [ 60 ] |
| 2022年度（令和04年度） | 86             | 1,556          | ▲1,470         | 1,801            | 5.6%   | [ 61 ] |

| 年度                   | 収支（百万円） | 収支（百万円） | 収支（百万円） | 営業 係数 （円） | 収支率 | 出典   |
| 年度                   | 運輸 収入      | 営業 費用      | 計             | 営業 係数 （円） | 収支率 | 出典   |
| ---------------------- | -------------- | -------------- | -------------- | ---------------- | ------ | ------ |
| 2019年度（令和元年度） | 83             | 758            | ▲674           | 911              | 11.0%  | [ 59 ] |
| 2020年度（令和02年度） | 61             | 767            | ▲706           | 1,256            | 8.0%   | [ 59 ] |
| 2021年度（令和03年度） | 60             | 848            | ▲788           | 1,415            | 7.1%   | [ 60 ] |
| 2022年度（令和04年度） | 69             | 786            | ▲716           | 1,128            | 8.9%   | [ 61 ] |